# Перейра, Рикарду
Рика́рду Алеша́ндре Ма́ртинш Суа́риш Пере́йра (более известный как Рикарду; порт. Ricardo Alexandre Martins Soares Pereira; ʁi'kaɾdu; род. 11 февраля 1976 года в Монтижу) — португальский футболист, вратарь. В составе национальной сборной Португалии участник чемпионатов мира 2002 и 2006 годов, а также чемпионата Европы 2004 и 2008 годов.

## Клубная карьера
Родился в Монтижу, Сетубал. Рикарду начал свою карьеру в родном клубе Монтижу, в 1995 году подписал контракт с «Боавиштой». После борьбы в течение нескольких сезонов за место первого номера с Вильямом Андемом он в конце концов стал основным голкипером клуба и появился в 28 матчах чемпионата Португалии 2000/01, завоевав звание чемпиона Португалии. Для «Боавишты» это было первое чемпионство в истории клуба.
Затем он отправился играть за «Спортинг». «Спортинг» заплатил 7 миллионов евро бывшему клубу Рикарду и 20 % от стоимости любого будущего перехода. Команда дошла до финала Кубка УЕФА 2004/05, в котором дома на стадионе «Жозе Алваладе» проиграла 1:3 ЦСКА.

### «Бетис»
9 июля 2007 года Рикарду перешёл в команду Ла Лиги «Реал Бетис», подписав контракт на четыре года. Его дебют в чемпионате состоялся против «Рекреативо» 26 августа, матч закончился ничьей в гостях 1:1. Начав сезон в качестве первого номера, он в конце концов уступил позицию в «Бетисе» новичку Касто.

### Поздние годы
Рикарду начал тренироваться с клубом чемпионата Футбольной лиги «Лестер Сити» и присоединился к команде 31 января 2011 года, подписав контракт до конца сезона (со ссылкой на менеджера Свен-Ёран Эрикссона). Официальный дебют Рикарду состоялся 12 февраля, тогда его клуб одержал победу со счётом 2:0 над «Дерби Каунти» на Прайд Парк.
21 мая 2011 года «Лестер» подтвердил, что не будет продлевать контракт с Рикарду, истекающий 30 июня. В середине августа он подписал контракт с Виторией, вернувшись на родину через четыре года. Затем играл за «Ольяненсе», где в 2014 году закончил карьеру.

## Карьера в сборной
Дебютировал в сборной в 2001 году в матче против сборной Ирландии. Всего за национальную команду провёл 79 официальных матчей. Известен тем, что забил решающий пенальти в ворота сборной Англии на Евро-2004.

### Евро-2004
В четвертьфинале Евро-2004 против Англии Рикарду был одним из героев победы сборной Португалии в этом матче. При счёте 5:5 по пенальти он отразил удар Дариуса Васселла, причем сделал это предварительно сняв вратарские перчатки, а затем забил решающий пенальти, после чего Португалия отправилась в полуфинал.
Тем не менее Рикарду не удалось помочь своей команде избежать поражения от Греции в заключительном матче.

### ЧМ-2006
В Групповом этапе Чемпионата мира по футболу 2006 года Рикарду провёл два сухих матча и пропустил лишь однажды, в матче против сборной Мексики от Франсиско Фонсеки. Португалия выиграла все три матча. Национальная сборная вновь выиграла у Англии в четвертьфинале крупного турнира по пенальти. В этом матче Рикарду отразил пенальти в исполнении Фрэнка Лэмпарда, Стивена Джеррарда и Джейми Каррагера. Португалия выиграла в этом матче со счётом 3:1 по пенальти, после счёта 0:0 в дополнительное время.
В матче за третье место против хозяев Рикарду пропустил три гола, два от Бастиана Швайнштайгера и автогол от партнёра по сборной Пети. Он попал в тройку лучших вратарей по итогам турнира.

### Евро-2008
Несмотря на критику, Рикарду остался основным голкипером Португалии на Евро-2008, на котором провел все 4 матча. В 1/4 финала португальцы проиграли будущему финалисту Евро-2008 сборной Германии со счётом 2:3. Это был последний матч Рикарду за сборную Португалии.

## Достижения

### Командные
- Обладатель Кубка Португалии: 1996/97, 2006/07, 2007/08
- Обладатель Суперкубка Португалии: 1997
- Чемпион Португалии: 2000/01
- Финалист Кубка УЕФА: 2004/05
- Финалист Чемпионата Европы: 2004

### Личные
- Офицер ордена Инфанта дона Энрике (2004).
- Входит в символическую сборную чемпионата мира 2006